# Cataphrodisium superbum
Cataphrodisium superbum är en skalbaggsart som först beskrevs av Maurice Pic 1923.  Cataphrodisium superbum ingår i släktet Cataphrodisium och familjen långhorningar.
Artens utbredningsområde är Laos. Inga underarter finns listade.